# ジョージ・ハーナンデス
ジョージ・ハーナンデス（George Hernandez, 1863年6月6日 - 1922年12月31日）は、アメリカ合衆国の俳優である。ジョージ・F・ハーナンデス（George F. Hernandez）ともクレジットされた。

## 人物・来歴
1863年（文久年間）6月6日、カリフォルニア州エルドラド郡プラサービルに生まれる。
満37歳を迎える1910年（明治43年）、セリグ・ポリスコープ・カンパニーに入社、ロスコー・アーバックルが主演する短篇コメディ The Sanitarium に出演したのが、もっとも古い映画への出演記録である。以降、同社が量産する短篇映画に100作ほど出演する。時期は不明であるが、1911年（明治44年）かそれ以前に4歳年少の女優のアンナ・ダッジ（旧姓、1867年 - 1945年）と結婚している。
1916年（大正5年）、満43歳にしてセリグを離れ、ユニヴァーサル・フィルム・マニュファクチュアリング・カンパニー（現在のユニバーサル・ピクチャーズ）に移籍、同年、同社傘下に設立されたブルーバード映画で、『沼の秘密』、『沼の少女』、『虹晴』、『神の坩堝』、『運命の浪』、『南方の判事』、『大自然』、『独艇の根拠地』とリン・F・レイノルズ監督、マートル・ゴンザレス主演作品に立て続けに相手役として出演し、マートル・ゴンザレスの引退後も、リン・F・レイノルズ監督の Mr. Opp に出演、1919年（大正8年）にはブルーバード映画最終作品とされるジャック・ディロン（ジョン・フランシス・ディロン）監督の『赤い酒』に出演、これらは1作を除いてすべて日本でも公開された。
1920年（大正9年）にはフォックス・フィルム（現在の20世紀フォックス）に移籍、最晩年まで映画出演をつづけたが、1922年（大正11年）12月31日、カリフォルニア州ロサンゼルス市で、手術後の合併症により死去した。満59歳没。

## おもなフィルモグラフィ
すべて出演作である。1910年 - 1915年の時期の約100作は短篇が多く、おもなものにとどめた。

### 1910年代
- The Sanitarium : 監督不明、主演ロスコー・アーバックル、1910年 - 出演（初出演）
- The New Superintendent : 監督フランシス・ボッグス、1911年
- Unto Those Who Sin : 監督ウィリアム・ロバート・ダレー、1916年 - 出演・役 Jules Villars
- The Purple Maze : 監督エドワード・ルセイント、共演ステラ・ルセイント、1916年 - 主演
- A Son of the Immortals : 監督オーティス・ターナー、主演J・ウォーレン・ケリガン、1916年 - 出演・役 Sergius Nesimir
- It Happened in Honolulu : 監督リン・F・レイノルズ、主演マートル・ゴンザレス、1916年 - 出演・役 Mr. Wyland
- 『沼の秘密』 The Secret of the Swamp : 監督リン・F・レイノルズ、主演マートル・ゴンザレス、1916年 - 出演・役 Major Burke
- 『沼の少女』 The Girl of Lost Lake : 監督リン・F・レイノルズ、主演マートル・ゴンザレス、1916年 - 出演・役 Judge West
- From the Rogue's Gallery : 監督ウォーレス・ビアリー、1916年
- His Mother's Boy : 監督フレッド・ケルシー、1916年
- 『雲間の月』 A Romance of Billy Goat Hill : 監督リン・F・レイノルズ、主演マートル・ゴンザレス、1916年 - 出演・役 Colonel Bob Carsey
- 『虹晴』 The End of the Rainbow : 監督リン・F・レイノルズ、主演マートル・ゴンザレス、1916年 - 出演・役 Elihu Bennett
- 『神の坩堝』 God's Crucible : 監督リン・F・レイノルズ、1917年 - 出演・役 Lorenzo Todd
- 『運命の浪』 Mutiny : 監督リン・F・レイノルズ、主演マートル・ゴンザレス、1917年 - 出演・役 Grandfather Whitaker
- The Smoldering Spark : 監督コリン・キャンベル、主演アンナ・ダッジ、1917年
- 『南方の判事』 Southern Justice : 監督リン・F・レイノルズ、主演マートル・ゴンザレス、1917年 - 出演・役 Judge Morgan
- 『大自然』 The Greater Law : 監督リン・F・レイノルズ、主演マートル・ゴンザレス、1917年 - 出演・役 Tully Winkle
- 『独艇の根拠地』 The Show Down : 監督リン・F・レイノルズ、主演マートル・ゴンザレス、1917年 - 出演・役 John Benson
- Mr. Opp : 監督リン・F・レイノルズ、主演アーサー・ホイト、1917年 - 出演・役 Jimmy Fallows
- Broadway Arizona : 監督リン・F・レイノルズ、1917年 - 出演・役 Uncle Isaac Horn
- A Prairie Romeo : 監督リン・F・レイノルズ、1917年
- Up or Down? : 監督リン・F・レイノルズ、1917年 - 出演・役 Mike
- Betty Takes a Hand : 監督ジョン・フランシス・ディロン、1918年 - 出演・役 James Bartlett
- The Hopper : 監督トーマス・ヘフロン、1918年 - 出演・役 Wilbur Talbot
- The Vortex : 監督ギルバート・P・ハミルトン、1918年 - 出演・役 Lew Herford
- The Man Who Woke Up : 監督ジェームズ・マクローリン、1918年 - 出演・役 Thomas Foster
- Flapjacks : 監督ウィリアム・ボーディン、1918年
- You Can't Believe Everything : 監督ジャック・コンウェイ、1918年 - 出演・役 Henry Pettit
- 『赤い酒』（別題『人生の趣味』）  A Taste of Life : 監督ジャック・ディロン、主演イーディス・ロバーツ、1919年 - 出演・役 Jonas Collamore
- The Rebellious Bride : 監督リン・F・レイノルズ、1919年 - 出演・役 Tobe Plunkett
- The Silver Girl : 監督・主演フランク・キーナン、1919年 - 出演・役 Chuck Wilson
- 『勇気ある臆病者』 The Courageous Coward : 監督ウィリアム・ウォーシントン、主演早川雪洲、1919年
- 『冒険娘』（別題『冒険嬢さん』） Miss Adventure : 監督リン・F・レイノルズ、1919年 - 出演・役 Captain Barth
- 『荒野の花』（別題『メリー・リーガン』） Mary Regan : 監督ロイス・ウェバー、1919年 - 出演・役 Peter Loveman
- 『花嫁借用』 Be a Little Sport : 監督スコット・R・ダンラップ、1919年 - 出演・役 Dunley Faulkner
- The Lost Princess : 監督スコット・R・ダンラップ、1919年 - 出演・役 Samuel Blevins, Sr.
- Tin Pan Alley : 監督フランク・ビール、1919年 - 出演・役 Simon Berg

### 1920年代
- 『金!』（別題『金! 金! 金!』） The Money Changers : 監督ジャック・コンウェイ、1920年 - 出演・役 James Hegan
- 『不敵の壮漢』 The Daredevil : 監督・脚本・主演トム・ミックス、1920年 - 出演・役 Buchanan Atkinson
- 『名花一輪』 The Third Woman : 監督チャールズ・スウィッカード、1920年 - 出演・役 James Riley
- The Honey Bee : 監督ルパート・ジュリアン、1920年 - 出演・役 Ed Johnson
- The House of Toys : 監督ジョージ・L・コックス、1920年 - 出演・役 Jonathan Radbourne
- Seeds of Vengeance : 監督オリヴァー・L・セラーズ、1920年 - 出演・役 George Hedrick
- 『素人探偵』 The Village Sleuth : 監督ジェローム・ストーム、1920年 - 「ジョージ・F・ハーナンデス」名義で出演・役 Mr. Richley
- 『学窓を出でて』 Just Out of College : 監督アルフレッド・E・グリーン、1920年 - 出演・役 Septimus Pickering
- 『大魔速王』 The Road Demon : 監督リン・F・レイノルズ、1921年
- 『エヂプトの誘惑』 The Lure of Egypt : 監督ハワード・C・ヒックマン、1921年 - 出演・役 Mr. Botts
- 『猛襲乱闘』 After Your Own Heart : 監督ジョージ・マーシャル、1921年 - 出演・役 Luke Bramley
- 『天使の愛』 The Innocent Cheat : 監督ベン・F・ウィルソン、1921年 - 出演・役 Tim Reilly
- First Love : 監督モーリス・キャンベル、1921年 - 出演・役 Tad O'Donnell
- Billy Jim : 監督フランク・ボーゼイジ、1922年 - 出演・役 Dudley Dunforth
- Bluebeard, Jr. : 監督スコット・R・ダンラップ、1922年 - 出演・役 The Lawer
- 『闇に潜む男』 Man Under Cover : 監督トッド・ブラウニング、1922年 - 出演・役 Daddy Moffat
- Flaming Hearts : 監督クリフォード・S・エルフェルト、1922年
- 『天下のミックス』 Tom Mix in Arabia : 監督リン・F・レイノルズ、1922年 - 出演・役 Arthur Edward Terhune（遺作）

## 関連事項
- プラサービル
- セリグ・ポリスコープ・カンパニー （en:Selig Polyscope Company）

## 註
1. 1 2 3 4 5 6 7 8 9 10  George Hernandez, Internet Movie Database （英語）, 2010年6月15日閲覧。
2. ↑  1911年、アンナの出演作 The Herders に「ハーナンデス夫人」（Mrs. Hernandez）とクレジットされている。Anna Dodge - IMDb（英語）, 2010年6月15日閲覧。
3. ↑  『ブルーバード映画の記録』 : 製作・著・発行山中十志雄・塚田嘉信、1984年4月、p.1.
4. ↑  『ブルーバード映画の記録』、p.60-63.